# Candelaria Loxicha
Candelaria Loxicha è un comune del Messico, situato nello stato di Oaxaca, il cui capoluogo è l'omonima località.